# Tømmerby Fjord
Tømmerby Fjord är en uppdämd fjordarm, numera sjö i Danmark.   Den ligger i Region Nordjylland, i den nordvästra delen av landet. Arean är 6,5 kvadratkilometer  och den sträcker sig 3,7 kilometer i nord-sydlig riktning, och 4,1 kilometer i öst-västlig riktning.
Tømmerby Fjord, som är resultatet av ett misslyckat utdikningsprojekt på 1870-talet, ingår i Natura 2000 området Løgstør Bredning, Vejlerne og Bulbjerg.
Trakten runt Tømmerby Fjord består i huvudsak av gräsmarker och träskmarker och i närheten ligger kullen Skårup Høje.